# Vrata između svetova
Vrata između svetova je 681. redovna epizoda Zagora objavljena u Srbiji u svesci #213. u izdanju Veselog četvrtka. Na kioscima u Srbiji se pojavila 30. maja 2024. Koštala je 450 din (3,84 €; 4,1 $). Imala je 94 strane.

## Originalna epizoda
Originalna sveska pod nazivom La porta di mondi objavljena je premijerno u #681. regularne edicije Zagora u izdanju Bonelija u Italiji 1.4.2022. Epizodu su nacrtao Rafaelo dela Monika, scenario napisao Jakopo Rauk. Naslovnu stranu je nacrtao Alesandro Pičineli. Cena sveske na evropskom tržištu iznosila je 4,9 €.

## Prethodna i naredna epizoda
Prethodna sveska Zagora u okviru redovne edicije nosila je naslov Iz daleke prošosti (#212), a naredna Senke nad Golnorom (#214).